# Beinwil (Argovia)
Beinwil (toponimo tedesco; ufficialmente Beinwil (Freiamt), fino al 1950 Beinwil bei Muri) è un comune svizzero di 1 145 abitanti del Canton Argovia, nel distretto di Muri.

## Storia
Il comune di Beinwil è stato istituito nel 1798 con la fusione delle località di Beinwil, Brunnwil e Wiggwil; nel 1803 inglobò la località di Wallenschwil (fino ad allora parte del comune di Auw) e nel 1816 quella di Winterschwil (fino ad allora parte del comune di Geltwil).

## Monumenti e luoghi d'interesse

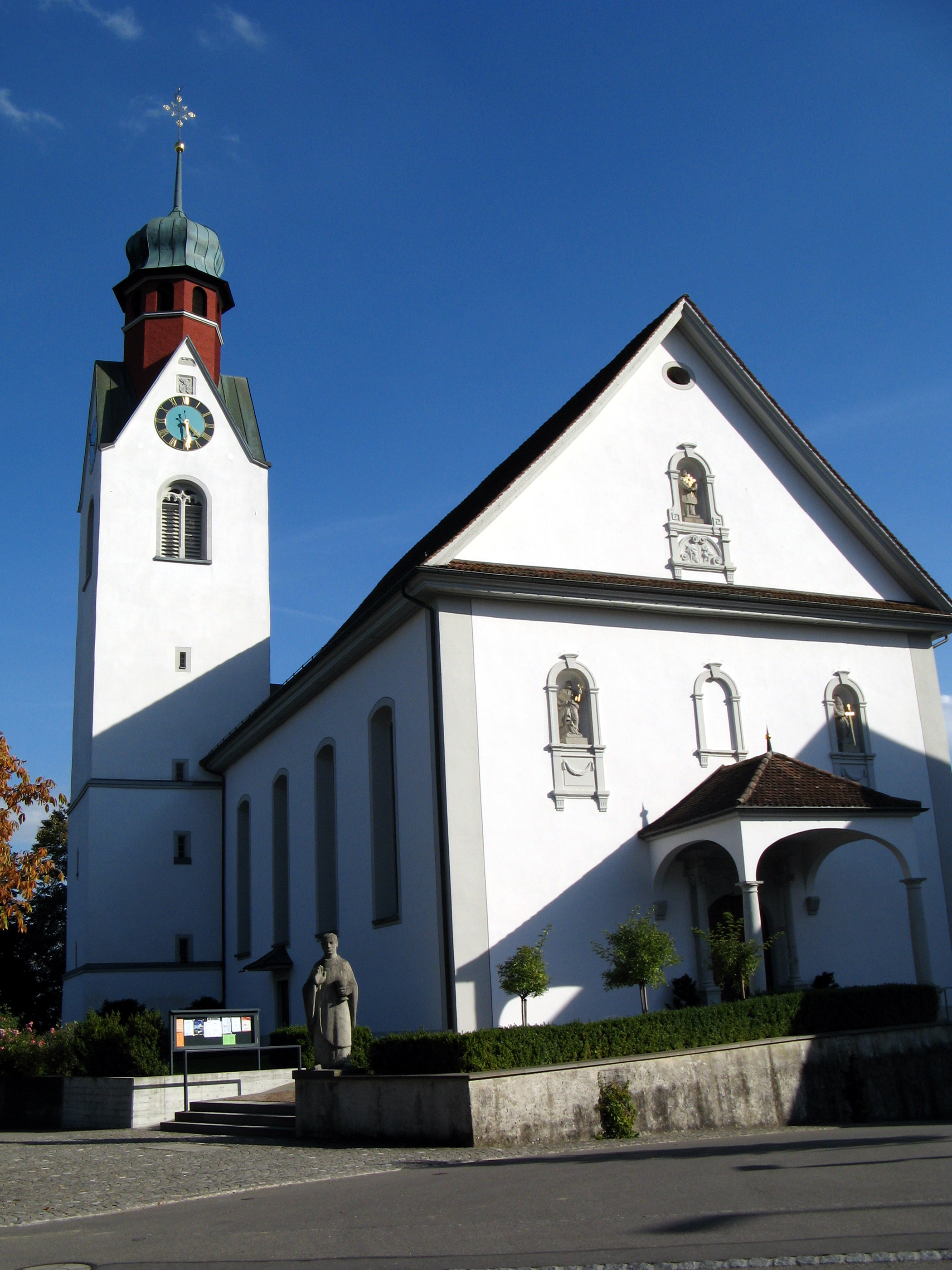
La chiesa cattolica dei Santi Pietro, Paolo e Burcardo

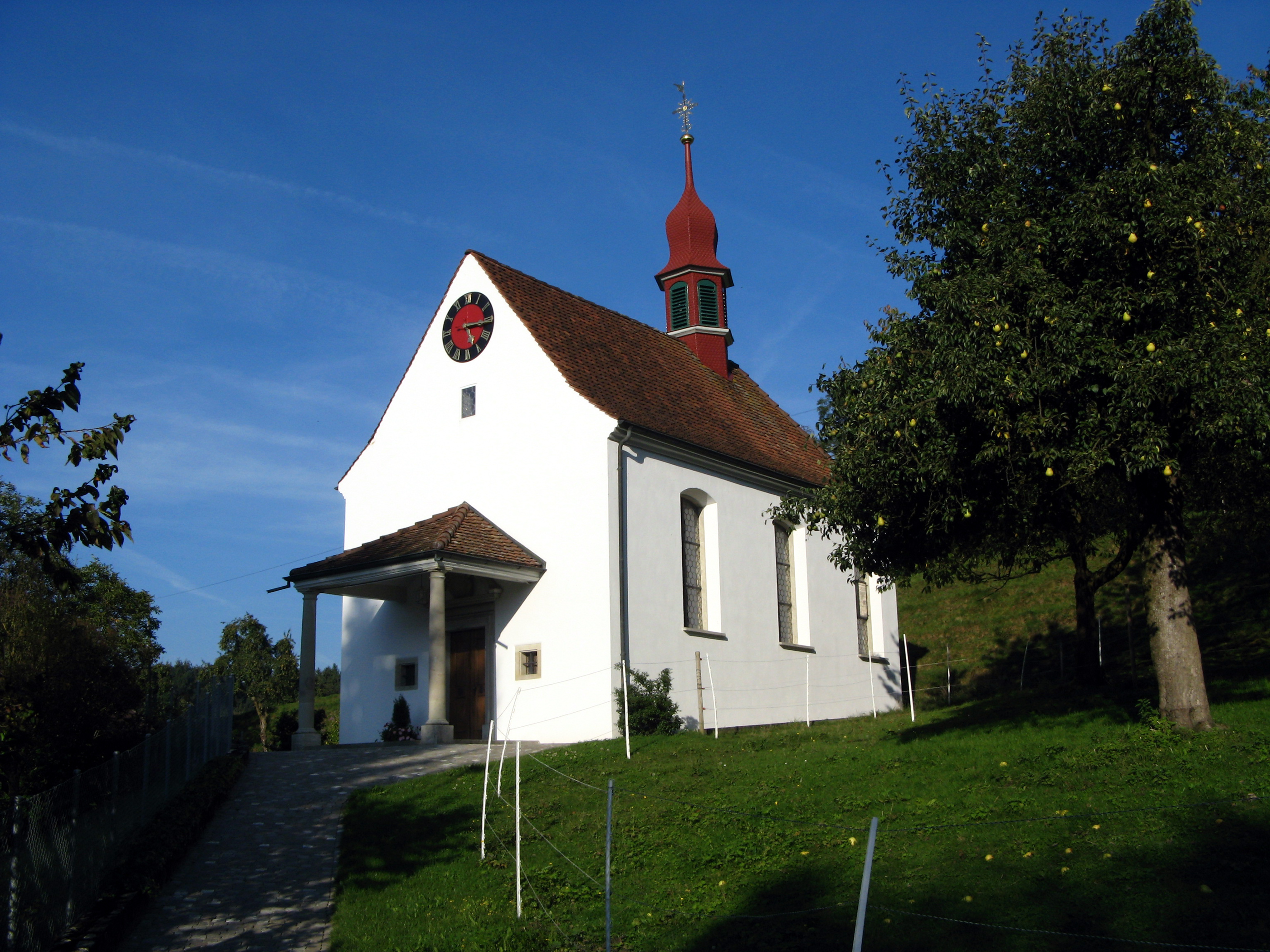
La cappella cattolica di San Lorenzo

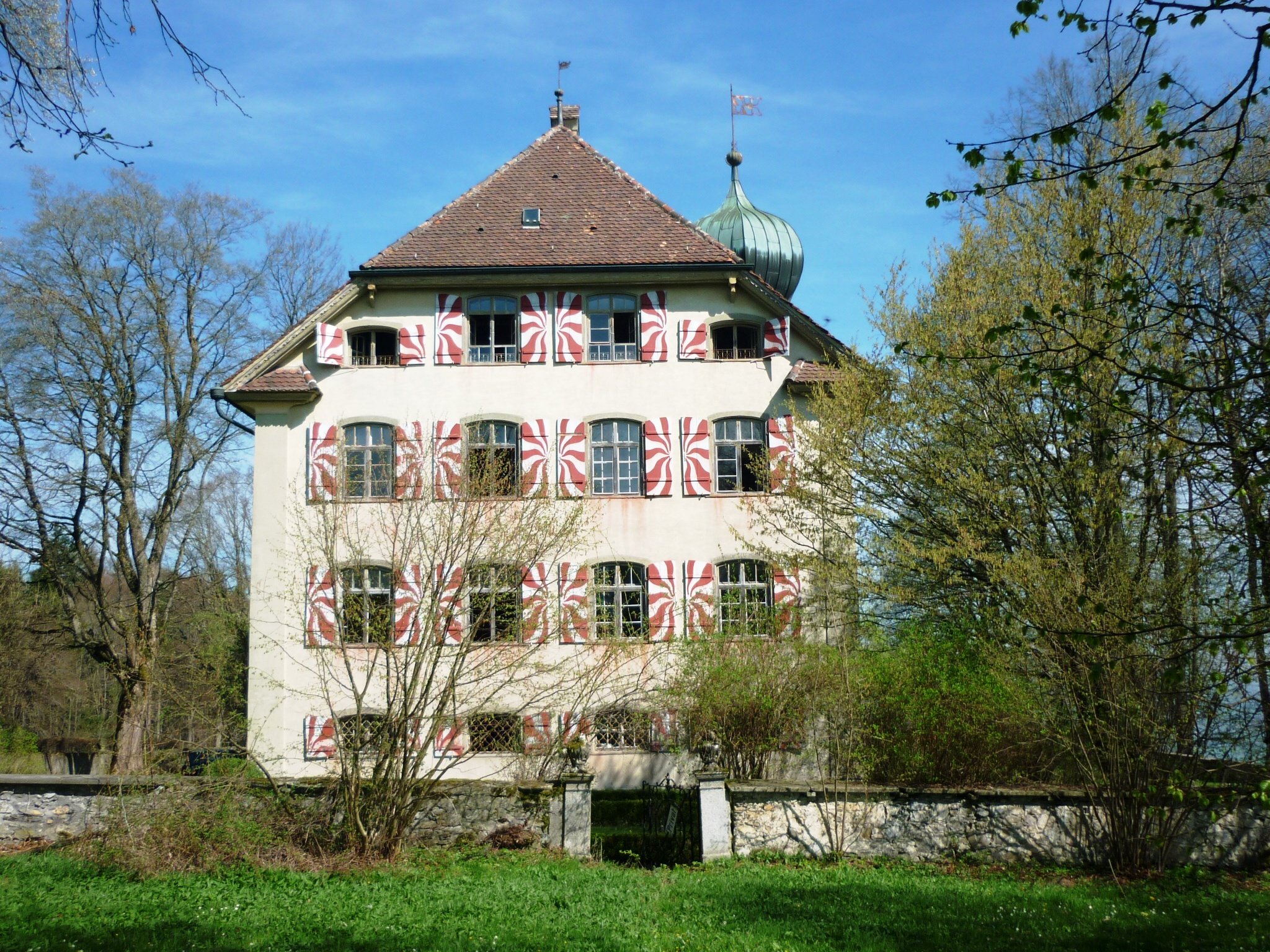
Il castello di Horben

- Chiesa cattolica dei Santi Pietro, Paolo e Burcardo, attestata dal 1239 e ricostruita nel 1619-1621[1];
- Cappella cattolica di San Lorenzo in località Wallenschwil[1];
- Castello di Horben con la cappella dei Santi Wendelino e Ubaldo, attestato dal XII secolo e ricostruito nel 1752-1776[3].

## Società

### Evoluzione demografica
L'evoluzione demografica è riportata nella seguente tabella:
Abitanti censiti

## Amministrazione
Ogni famiglia originaria del luogo fa parte del cosiddetto comune patriziale e ha la responsabilità della manutenzione di ogni bene ricadente all'interno dei confini del comune.